# Hengstbach (Zweibrücken)
Hengstbach war bis 1969 eine selbständige Gemeinde und ist seit 1972 Bestandteil des Zweibrücker Ortsbezirks Mittelbach-Hengstbach.

## Lage
Hengstbach ist ein Straßendorf und befindet sich in der Westricher Hochfläche im südwestlichen Stadtgebiet von Zweibrücken unweit der Grenze zum Saarland. Der namensgebende Hengstbach, ein orographisch linker Nebenfluss der Bickenalb, streift den südlichen Siedlungsrand.

## Geschichte
Bis 1792 gehörte der Ort zu Pfalz-Zweibrücken. Von 1798 bis 1814, als die Pfalz Teil der Französischen Republik (bis 1804) und anschließend Teil des Napoleonischen Kaiserreichs war, war Hengstbach in den Kanton Medelsheim eingegliedert. 1815 hatte der Ort 214 Einwohner. Anschließend wechselte der Ort in das Königreich Bayern. Da der Kanton Medelsheim 1817 aufgelöst wurde, wechselte der Ort in den Kanton Zweibrücken. Von 1818 bis 1862 war der Ort Bestandteil des Landkommissariat Zweibrücken, das anschließend in ein Bezirksamt umgewandelt wurde.
1928 hatte Hengstbach 372 Einwohner, die in 66 Wohngebäuden lebten. Ab 1938 war der Ort Bestandteil des Landkreises Zweibrücken. Nach dem Zweiten Weltkrieg wurde Hengstbach innerhalb der französischen Besatzungszone Teil des damals neu gebildeten Landes Rheinland-Pfalz. Im Zuge der ersten rheinland-pfälzischen Verwaltungsreform wurde der Ort am 7. Juni 1969 in die Nachbargemeinde Mittelbach eingegliedert. Drei Jahre später wurde diese in die kreisfreie Stadt Zweibrücken eingegliedert, die dort seither den Ortsbezirk Mittelbach-Hengstbach bildet.

## Politik
Hengstbach bildet mit Mittelbach einen Ortsbezirk der Stadt Zweibrücken. Politisch wird er von einem Ortsbeirat und einen Ortsvorsteher vertreten, Details siehe hier.

## Infrastruktur
Einziges Kulturdenkmal vor Ort ist der südwestlich des Ortskern befindliche Wahlerhof.